# بوبي واتسون (ملحن)
بوبي واتسون (بالإنجليزية: Bobby Watson)‏ هو عازف جاز وملحن أمريكي، ولد في 23 أغسطس 1953 في لورانس في الولايات المتحدة.

## وصلات خارجية
- الموقع الرسمي
- بوبي واتسون على موقع IMDb (الإنجليزية)
- بوبي واتسون على موقع ميوزك برينز (الإنجليزية)
- بوبي واتسون على موقع أول ميوزيك (الإنجليزية)
- بوبي واتسون على موقع ديسكوغز (الإنجليزية)